# 菅野奈津
菅野 奈津（すがの なつ、1966年 -）は、日本の小説家、推理作家。茨城県生まれ。東北大学法学部卒業。
勤務していた東京都庁を退職後に小説を書き始める。2001年、『涙の川』（応募時タイトル『妄信』）が光文シエラザード文化財団主催の第4回日本ミステリー文学大賞新人賞で佳作となりデビューした（もう1人の佳作は成定春彦、受賞該当作なし）。

## 作品リスト
- 涙の川 （2001年3月、光文社、ISBN 978-4334923310） - 第4回日本ミステリー文学大賞新人賞佳作
- 深い霧に迷って （2004年3月、文芸社、ISBN 978-4835573212）